# Setét Jenő
Setét Jenő Brada (Sárospatak, 1972. január 23. – 2022. január 25.) roma polgárjogi aktivista.

## Életútja
Szobafestőnek tanult, majd szociális munkás lett. 1995 és 2010 között a Roma Polgárjogi Alapítvány, 2010–11-ben a Társaság a Szabadságjogokért (TASZ), 2012-től a Nemzeti és Etnikai Kisebbségi Jogvédő Iroda (NEKI) munkatársa volt. Az Idetartozunk Egyesület vezetőjeként a roma polgárjogi mozgalom egyik ismert aktivistája volt. A mozgalomban általánosan használt beceneve 2010 előtt a Dundi volt, mely helyett később ő választotta a Brada (= Brother) becenevet, az amerikai fekete polgárjogi harcosok előtti tisztelgésül. Javaslata nyomán szervezték meg a Roma Büszkeség Napját, és arra biztatta a romákat: minél többen vállalják cigányságukat a népszámláláson.
Puczi Béla tiszteletére néhány évig adományokat gyűjtött egy emléktábla felállítására, amelyet 2017-ben a Nyugati pályaudvaron avattak fel. 2020-ban a pályaudvar melletti közterület a javaslatára kapta a Puczi Béla tér nevet.
2022. január 25-én hunyt el szívinfarktusban.

## Díjai
- Roma Polgárjogi Díj (1997)
- Emberi Jogokért Emlékplakett (2006)
- Solt Ottília-díj (2006)
- Raoul Wallenberg-díj (2020)
- Budapest díszpolgára (2022) /posztumusz/[8]